# Politihjemmeværnet
Politihjemmeværnet er en enhed under Hærhjemmeværnet, som har til opgave at assistere politiet, SKAT, Forsvaret og Beredskabsstyrelsen i diverse opgaver.

## Arbejdsområder
Politihjemmeværnet har til opgave at assistere politiet i diverse opgaver som f.eks.:
- Bevogtning
- Afspærring og adgangskontrol
- Færdselsregulering
- Varsling og evakuering
- Humanitær eftersøgning
- Observation
- Transport

Politihjemmeværnspersonel er under almindelig hjælp til politiet, f.eks. trafikregulering, operativt underlagt den stedlige politimyndighed, men har kun lettere øgede beføjelser end civile borgere.
Politihjemmeværnssoldater er aldrig bevæbnet under almindelig hjælp. Kun under særlige omstændigheder vil politihjemmeværnssoldater have vidtgående beføjelser og være bevæbnede, nemlig i krisetid, krigstid eller under udøvelse af særlig hjælp til politiet.
Politihjemmeværnskompagnier er ledet af en officer der primært er kaptajn og professionel polititjenestemand.

## Uddannelse
Politihjemmeværnets personel har foruden en baggrund som soldat ved enten fra Forsvaret eller en værnepligt eller Hjemmeværnets Grunduddannelse. Dertil modtager de uddannelse i bl.a. trafikregulering, bevogtning, signalementer, politiradio, anholdelsesregler, nødværge og nødret mv.
Værnepligtige fra Søværnet eller Beredskabsstyrelsen skal igennem dele af Hjemmeværnets Grunduddannelse.

## Historie
Tekst mangler, hjælp os med at skrive teksten

## Hjemmeværns-politiskolen
Tekst mangler, hjælp os med at skrive teksten